# Оскол (футбольный клуб, Старый Оскол)
«Оскол» — бывший советский и российский футбольный клуб из города Старый Оскол.

## Названия
- До 1995 — «Металлург».
- 1995 — «Антэкс».
- 1996—2007 — «Оскол», «Старый Оскол».

## История
Бронзовый призёр турнира «Футбол России» в зоне «Юг» в 1989 году.
В первенствах СССР/России провёл 2 сезона на профессиональном (нелюбительском) уровне под названием «Металлург»: в 1990 году в 4-й зоне второй низшей союзной лиги занял последнее, 17-е место; в 1993 году в 3-й зоне второй российской лиги занял 13-е место.
В 1995—2007 годах выступал на любительском уровне в первенстве страны (КФК, ЛФЛ). В 1998 году занял 1-е место в зоне «Черноземье», а годом ранее — 2-е.

## Результаты выступлений
| Сезон | Лига                                    | Место    | Кубок                                                          |
| ----- | --------------------------------------- | -------- | -------------------------------------------------------------- |
| 1989  | турнир «Футбол России», зона «Юг»       | 3 из 8   |                                                                |
| 1990  | Вторая низшая лига СССР, зона 4         | 17 из 17 | 1/64 — Кубок РСФСР для команд второй лиги                      |
|       |                                         |          |                                                                |
| 1993  | Вторая лига России, зона 3              | 13 из 18 | Заявлен в Кубок России 1993/94, неявка — техническое поражение |
|       |                                         |          |                                                                |
| 1995  | Первенство КФК / ЛФЛ, зона «Черноземье» | 8 из 9   | 1/4 (2 зона)                                                   |
| 1996  | Первенство КФК / ЛФЛ, зона «Черноземье» | 4 из 10  |                                                                |
| 1997  | Первенство КФК / ЛФЛ, зона «Черноземье» | 2 из 6   |                                                                |
| 1998  | Первенство КФК / ЛФЛ, зона «Черноземье» | 1 из 10  | Финал (Кубок МРО «Черноземье»)                                 |
| 1999  | Первенство КФК / ЛФЛ, зона «Черноземье» | 8 из 10  | 1/2 (Кубок МРО «Черноземье»)                                   |
| 2000  | Первенство КФК / ЛФЛ, зона «Черноземье» | 8 из 14  | 1/2 (Кубок МРО «Черноземье»)                                   |
| 2001  | Первенство КФК / ЛФЛ, зона «Черноземье» | 7 из 12  | групп. (Кубок МРО «Черноземье»)                                |
| 2002  | Первенство КФК / ЛФЛ, зона «Черноземье» | 13 из 14 | групп. (Кубок МРО «Черноземье»)                                |
| 2003  | Первенство КФК / ЛФЛ, зона «Черноземье» | 7 из 14  | 1/4 (Кубок МОА «Черноземье»)                                   |
| 2004  | Первенство КФК / ЛФЛ, зона «Черноземье» | 9 из 13  | 1/4 (Кубок МОА «Черноземье»)                                   |
| 2005  | Первенство КФК / ЛФЛ, зона «Черноземье» | 10 из 11 | групп. (Кубок МРО «Черноземье»)                                |
| 2006  | Первенство КФК / ЛФЛ, зона «Черноземье» | 5 из 15  | 1/4 (Кубок МОА «Черноземье»)                                   |
| 2007  | Первенство КФК / ЛФЛ, зона «Черноземье» | 15 из 17 | 1/4 (Кубок МОА «Черноземье»)                                   |